# رينولد بوس
رينولد بوس (بالألمانية: Reinhold Poss)‏ هو طيار بطل ألماني، ولد في 11 سبتمبر 1897، وتوفي في 26 أغسطس 1933 في نويروبين في ألمانيا.